# حادثة مقابر غاو بينغ
حادثة مقابر غاو بينغ هي حادثة وقعت في الصين سنة 243 تحديدا في عصر الممالك الثلاث وأسفرت عن سيطرة سيما على إمبراطور مملكة واي. 
قبل وفاة الإمبراطور تساو روي في سنة 236 أوصى الجنرال تساو شوانغ ابن تساو زين وأوصى سيما يي بحراسة الإمبراطور تساو فينغ وبدعمه كأوصياء عليه وكان الإمبراطور يهدف من هذا الإجراء ألا يحصل نزاع بين سيما يي وتساو شوانغ وبعد وفاته في عام 236 انفرد تساو شوانغ بالسلطة حتى أنه جهَّز حملة ضد مملكة وو دون استشارة أحد
وبعد أن انفرد بالسلطة كان يعرف أن سيما يي لن يسكت لذا أمر بمراقبته عن طريق جارية كانت تدعى جينغ شو. 
كان تساو بي قد أعطاه لسيما يي ليراقبه عن طريقها وفي سنة 243 إدعى سيما يي المرض وانسحب من المشهد السياسي لكن تساو شوانغ وأنصاره بقوا محتفظين بحذرهم وفي إحدى المرات أراد تساو شوانغ التأكد من مرض سيما يي فقال للوزير لي شينغ سأعينك في منصب مفتش ولاية جينغ ثم تذهب لسيما يي لتودعه بصفتك صديقه ففعل لي شينغ وعندما وصل لسيما يي رآه مريض حتى إن سيما يي بدأ يخطئ في الحديث فعرف أنه سيموت فعاد لتساو شوانغ وأخبره فقال: «للإسف المعلم الكبير سيموت وسنفقذ خبرته». 
في عام 245 أغوى بعض الوزراء تساو شوانغ ليستولي على العرش فوافق لكنه أرجى هذا حتى وفاة سيما يي في 5 فبراير من سنة 249 حينما خرج تساو شوانغ برفقة الإمبراطور تساو فينغ لزيارة مقابر الأجداد وعندما علم سيما يي بهذا توجه لقصر يونغنينغ الذي احتجزت فيه الإمبراطورة الأرملة لعدم رغبة تساو شوانغ في أن تتدخل في السياسة. طلب سيما يي منها إصدار أمر بعزل تساو شوانغ لإنه كان يريد السيطرة على العرش ونظم 200.000 جندي كانوا يؤيدونه فسيطر ابنه سيما شي على البلاط بينما توجه هو لمعسكر تساو شوانغ فأراد جنرال هناك يسمى هان فو قتله لكن بعض الجنرالات أوقفوه معللين ذلك بعدم معرفة ما سيحصل فيما بعد؛ في نفس الوقت خرج وزير المالية الملقب بحقيبة الحكمة والمؤيد لتساو شوانغ ليخبره بانقلاب سيما يي عليه وعندما علم بهذا لم يقلق لإنه كان يعرف أن تساو شوانغ سيستسلم. 
بعد كل هذا وصلت الأنباء لتساو شوانغ الذي صرَّح: «إن أراد سيما نزع سلطتي فأنا موافق بشرط أن يسمح لي بالعيش برخاء»، فاستسلم تساو شوانغ وتم القبض عليه وأُعدم لاحقا بتهمة الخيانة. كافأ الإمبراطور تساو فينغ سيما يي بمنصب الموجه الإمبراطوري لكنه رفض ثم أعاد مكأفاته في سنة 251 بمنحه التسعة منح لكنه رفضها أيضا. بعد وفاته في نفس السنة ورث إبنه سيما شي سلطته وبعده أخوه سيما زاو. 